# Hemigaster taiwana
Hemigaster taiwana är en stekelart som först beskrevs av Jinhaku Sonan 1932.  Hemigaster taiwana ingår i släktet Hemigaster och familjen brokparasitsteklar. Inga underarter finns listade i Catalogue of Life.